# Juris Bērziņš
Juris Bērziņš   (Riga, 8 de març de 1954) és un remer letó, ja retirat, que va competir sota bandera de la Unió Soviètica durant les dècades de 1970 i 1980. Feia de timoner.
El 1980 va prendre part en els Jocs Olímpics d'Estiu de Moscou, on guanyà la medalla de plata en la prova del quatre amb timoner del programa de rem. Formà equip amb Artūrs Garonskis, Dimants Krišjānis, Dzintars Krišjānis i Žoržs Tikmers.
En el seu palmarès també destaquen tres medalles al Campionat del Món de rem, de plata el 1979 en la prova de quatre amb timoner, i de bronze el 1981 i 1982, en el quatre i vuit amb timoner respectivament. També fou campió de l'Espartakiada el 1979 i de dos campionats soviètics, el 1980 i 1982.